# Lysá hora (Beskiden)
Lysá hora (deutsch: Kahlberg, oberschlesisch: Gigula) ist der höchste Berg der Mährisch-Schlesischen Beskiden (1323 m ü. M.) mit vier kleineren bewaldeten Nebengipfeln. Er liegt vier Kilometer östlich von Ostravice.

## Geografie
Das Massiv gehört zu den Katastern der Gemeinden Ostravice, Krásná, Staré Hamry und Malenovice. Von den benachbarten Bergen ist es durch die tiefen Täler der Flüsse Ostravice, Řečice und Mohelnice getrennt. Vom Hauptgipfel Gigula gehen vier kleinere Nebengipfel ab: Lukšinec, Malchor, Zimní Polana und Velký Kobylík.

## Klima
Die durchschnittliche Temperatur auf dem Kahlberg beträgt 2,6 °C, die jährliche Niederschlagsmenge beläuft sich durchschnittlich auf 1.459 Millimeter. Damit ist der Berg einer der regenreichsten Orte in der Tschechischen Republik. Die Wetterstation auf dem Berg ist ein wichtiger Indikator für Hochwasser im Flusssystem der Oder. Am 7. Juli 1997 wurde auf dem Lysá hora eine Niederschlagsmenge von 170 Litern pro Quadratmeter registriert. Anschließend verursachte das Oderhochwasser 1997 allein in Tschechien und Polen Schäden in Höhe von umgerechnet 3,8 Milliarden Euro.
|                        | Jan   | Feb   | Mär   | Apr   | Mai   | Jun   | Jul   | Aug   | Sep   | Okt   | Nov   | Dez   |   |         |
| Mittl. Temperatur (°C) | −5,0  | −4,8  | −2,0  | 3,6   | 8,5   | 12,0  | 13,9  | 14,1  | 9,2   | 4,6   | −0,1  | −3,9  | ⌀ | 4,2     |
| Mittl. Tagesmax. (°C)  | −3,1  | −2,6  | 0,5   | 6,9   | 12,3  | 15,7  | 17,7  | 17,7  | 12,1  | 7,0   | 1,7   | −2,1  | ⌀ | 7       |
| Rekordmaximum (°C)     | 14,5  | 12,7  | 16,1  | 22,8  | 26,3  | 27,6  | 29,0  | 29,7  | 26,9  | 20,7  | 13,8  | 10,2  | ᐃ | 29,7    |
| Mittl. Tagesmin. (°C)  | −6,7  | −6,8  | −4,4  | 0,5   | 5,0   | 8,4   | 10,3  | 10,6  | 6,3   | 2,3   | −1,7  | −5,6  | ⌀ | 1,6     |
| Rekordminimum (°C)     | −29,9 | −25,4 | −22,8 | −12,6 | −7,0  | −1,9  | 0,2   | −1,0  | −4,9  | −12,0 | −17,8 | −33,0 | ᐁ | −33,0   |
|                        |       |       |       |       |       |       |       |       |       |       |       |       |   |         |
| Niederschlag (mm)      | 136,0 | 232,5 | 127,4 | 141,7 | 163,9 | 178,1 | 216,7 | 185,8 | 180,9 | 124,2 | 101,8 | 99,4  | Σ | 1.888,4 |
|                        |       |       |       |       |       |       |       |       |       |       |       |       |   |         |
| Regentage (d)          | 14,3  | 14,2  | 14,1  | 12,9  | 16,0  | 15,5  | 15,8  | 14,0  | 14,3  | 13,9  | 14,4  | 14,9  | Σ | 174,3   |

| −6,7 |

| −6,8 |

| −4,4 |

| 0,5 |

| 5,0 |

| 8,4 |

| 10,3 |

| 10,6 |

| 6,3 |

| 2,3 |

| −1,7 |

| −5,6 |

| −6,7 |

| −6,8 |

| −4,4 |

| 0,5 |

| 5,0 |

| 8,4 |

| 10,3 |

| 10,6 |

| 6,3 |

| 2,3 |

| −1,7 |

| −5,6 |

| N i e d e r s c h l a g | 136,0 | 232,5 | 127,4 | 141,7 | 163,9 | 178,1 | 216,7 | 185,8 | 180,9 | 124,2 | 101,8 | 99,4 |
|                         | Jan   | Feb   | Mär   | Apr   | Mai   | Jun   | Jul   | Aug   | Sep   | Okt   | Nov   | Dez  |

## Flora und Fauna
Die eigentliche Bergkuppe liegt über der Waldgrenze und war ursprünglich kahl. Der heutige Bewuchs mit Bergkiefern ist künstlich angelegt. Unterhalb der Waldgrenze wachsen vorwiegend Fichten. Die abgelegeneren Areale sind Lebensraum für seltene Tiere, zum Beispiel für das Auerhuhn und den Europäischen Luchs. Bis zum Ende des vorigen Jahrhunderts nisteten hier Steinadler und Schreiadler. Sie sind inzwischen jedoch verschwunden.
Im Kahlberg-Massiv liegen mehrere kleinere Naturschutzgebiete. Das wertvollste ist das Nationale Naturreservat Mazák (ausgerufen 1926), das sich auf 93 Hektar am steilen Westhang im Quellgebiet des gleichnamigen Baches erstreckt. Hier wachsen autochthone Fichtenwälder, die bis zu einer Höhe von 1315 Metern, kurz unterhalb der Waldgrenze, reichen. Die Wälder am Nordhang sind durch das Naturreservat Mazácký Grúnik (96 Hektar) geschützt. Das Naturreservat Malenovický kotel (146 Hektar) und das Naturdenkmal Vodopády Satiny (8,76 Hektar) umfassen in voller Länge das Flussbett und die Wasserfälle am Bergflüsschen Satina. Nordwestlich des Gipfels befindet sich ein Höhlensystem, das Naturdenkmal Ondrášovy díry (4,5 Hektar). Die begehbare Länge des Systems beträgt 217 Meter.

## Geschichte
Der Kahlberg wurde schon im 13. Jahrhundert als Lissa huera urkundlich erwähnt. Im 18. Jahrhundert soll sich hier der schlesische Brigant Ondráš versteckt haben, um den sich viele Volkssagen ranken.
Die Bedeutung des Berges stieg während der Wandertourismuskonjunktur im 19. Jahrhundert. Der Dichter Petr Bezruč hielt sich oft auf dem Kahlberg auf und verewigte ihn auch in seinen Werken, was die Popularität der Gegend steigerte. Der Tourismus geriet auch in den Blickwinkel nationalistischer Interessen. Nach dem Jahr 1880 wurde mit Unterstützung des Herzogtums Teschen die erste deutsche Berghütte gebaut. Sie gehörte nach 1918 dem Beskiden-Verein. Der Club tschechischer Touristen (KČT) errichtete 1935 eine eigene Hütte. Beide Hütten brannten 1972 und 1978 aus.
In den Jahren 1939 bis 1945 war der Kahlberg der höchste Berg des Protektorates Böhmen und Mähren.

## Infrastruktur und Sehenswürdigkeiten

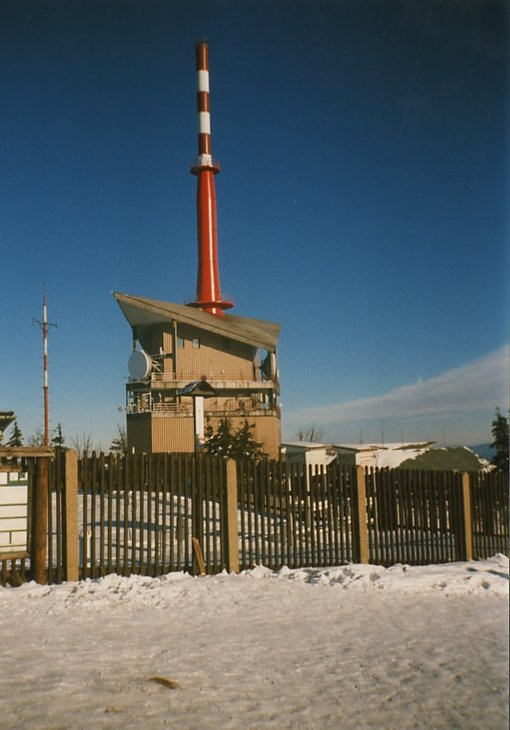
Blick auf den Fernsehturm auf dem Lysá Hora (Aufnahme von 1996)

Oben dominiert ein 78 Meter hoher Fernsehturm, außerdem befinden sich hier eine meteorologische Station sowie mehrere provisorische Berghütten und Unterkünfte. Auf dem südlichen Abhang ist eine Skipiste. Eine weitere Piste am Nordhang liegt im ökologisch wertvollem Gelände und ist außer Betrieb. Südlich des Kahlberg-Massivs liegt die Talsperre Šance.
Am Nebengipfel Malchor liegt in 925 Metern Höhe das steinerne Denkmal Ivančena zum Gedenken an 18 Mitglieder der Pfadfinder-Bewegung, die am 24. April 1945 im polnischen Cieszyn hingerichtet wurden. Jedes Jahr finden hier Gedenkveranstaltungen statt.